# Kalidiomyia distincta
Kalidiomyia distincta är en tvåvingeart som beskrevs av Fedotova 1984. Kalidiomyia distincta ingår i släktet Kalidiomyia och familjen gallmyggor.
Artens utbredningsområde är Kazakstan. Inga underarter finns listade i Catalogue of Life.